# Baby K (artista)
Claudia Judith Nahum (Ciudad de Singapur, 5 de febrero de 1983), más conocida como Baby K, es una cantante, rapera, compositora y modelo italiana nacida en Singapur. Es conocida principalmente por sus éxitos "Killer" con Tiziano Ferro, en 2013, y por "Roma-Bangkok" con Giusy Ferreri, que se convirtió en el sencillo más vendido de 2015 en Italia. También se convirtió en su primer éxito internacional al entrar en las listas musicales de Bélgica, Rusia, Suiza, Argentina y Uruguay.

## Primeros años
Baby K nació el 5 de febrero de 1983, en un matrimonio de padres italianos en Singapur. Fue criada en Londres, y actualmente reside en Roma, Italia. Asistió a la Harrow School of Young Musicians, donde pudo participar en una gira musical en Europa. En 2000 regresó a Italia después de una ausencia de diez años, trabajando en programas de radio sobre rap y hip hop. Más tarde, se asoció con Quadrado Basement y lanzó en 2008 su primer EP, SOS.

## Carrera musical
Su primer acto en la escena del rap fue en 2008, cuando grabó con Quadraro Basement, su primer EP, SOS, con 5 canciones. Dos años después lanzó el sencillo "Femmina Alfa" (Alpha Female) que tuvo más de 10,000 descargas en Italia durante los dos primeros meses.
En 2013 lanza su primer álbum oficial como solista, "Una Seria", producido por Sony Music, que logró posicionarse en los primeros puestos de ITunes en Europa y que llegó al puesto nro. 10 del chart italiano FIMI. Baby K fue telonera de uno de los tours de Azealia Banks en 2014. Baby K también fue nominada como "Mejor Nuevo Artista" en los Pepsi MTV Awards de 2013, ganando dicho premio. 
En septiembre de 2013 lanzó "Killer", su segundo éxito, con Tiziano Ferro.
En 2015, lanzó "Roma-Bangkok" con Giusy Ferreri, que llegó al nro. 1 en las listas italianas y que también fue su primer éxito internacional.

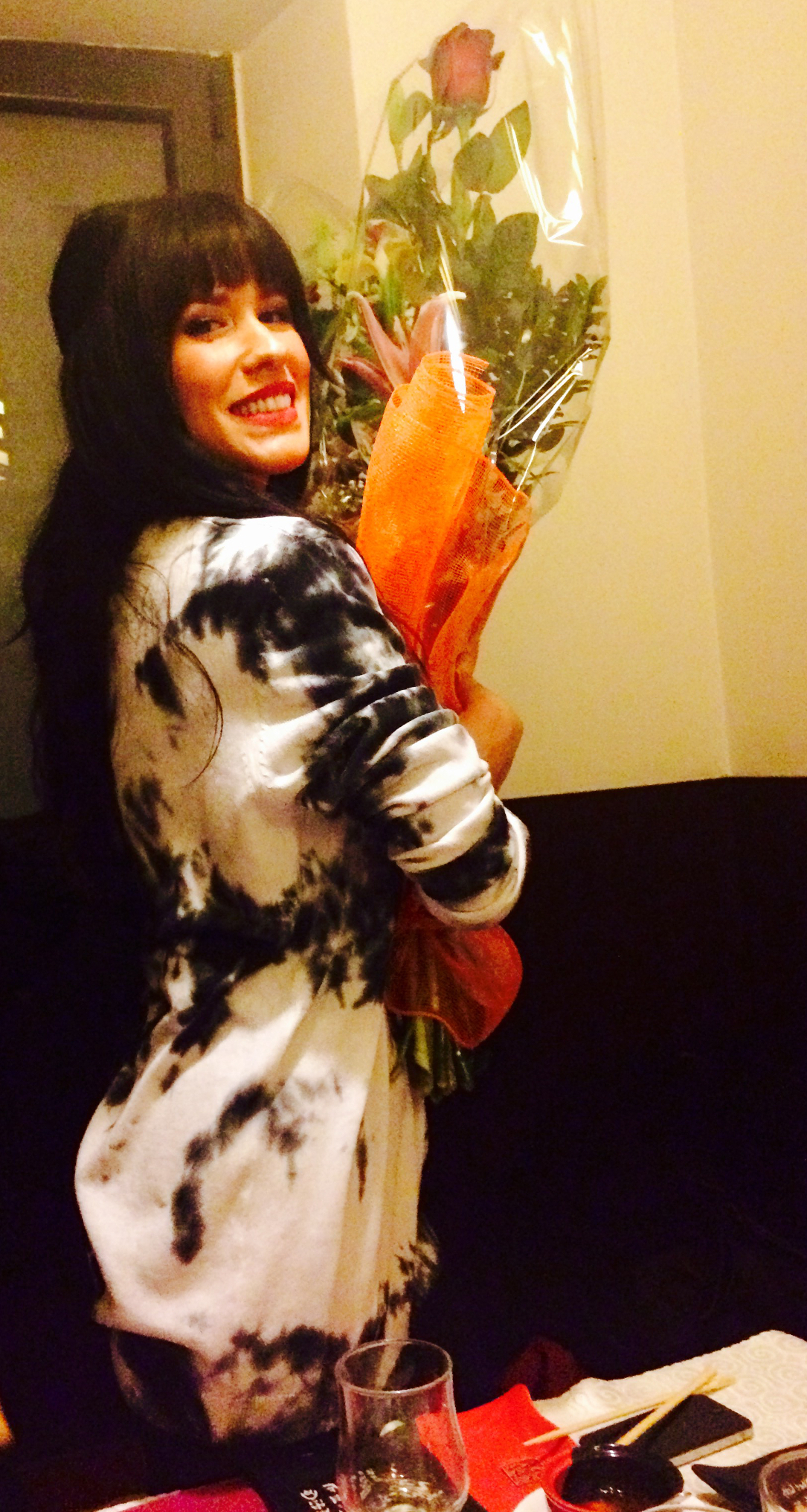
Baby K en 2015

En 2015 lanza su segundo álbum, Kiss Kiss Bang Bang, que contiene los sencillos "Chiudo gli ochi de salto", "Lasciati le sneakers", "Anna Wintour" y "Roma-Bangkok".
En 2018 lanza su tercér álbum de estudio, ICONA, que contiene el éxito "Voglio Ballare Con Te" en colaboración con Andrés Dvicio y su versión en español titulada "Locos Valientes", además de los sencillos "Come No", "Aspettavo solo te" y "Da Zero a Cento".

## Discografía

### Álbumes
- Una Seria (2013)
- Kiss Kiss Bang Bang (2015)
- ICONA (2018)
- Donna sulla Luna (2021)

### EP
- SOS (With Quadraro Basement) (2008)
- Lezione di volo (2012)

### Como artista principal
| "Femmina Alfa"                                                                            | 2011 | —  | — | — | —  | —   | —  | —   |                                     | Femmina Alfa        |
| "Sparami"                                                                                 | 2012 | —  | — | — | —  | —   | —  | —   |                                     | Una Seria           |
| "Killer" (featuring Tiziano Ferro)                                                        | 2013 | 10 | — | — | —  | —   | —  | —   | - FIMI: Platino                     | Una Seria           |
| "Non cambierò mai" (featuring Marracash)                                                  | 2013 | 72 | — | — | —  | —   | —  | —   | - FIMI: Oro                         | Una Seria           |
| "Sei sola" (featuring Tiziano Ferro)                                                      | 2013 | 94 | — | — | —  | —   | —  | —   |                                     | Una Seria           |
| "Anna Wintour"                                                                            | 2015 | —  | — | — | —  | —   | —  | —   |                                     | Kiss Kiss Bang Bang |
| "Roma-Bangkok" (featuring Giusy Ferreri)                                                  | 2015 | 1  | — | 6 | 25 | 133 | 23 | —   | - FIMI: Diamante                    | Kiss Kiss Bang Bang |
| "Chiudo gli occhi e salto" (featuring Federica Abbate)                                    | 2015 | —  | — | — | —  | —   | —  | —   | - FIMI: Oro                         | Kiss Kiss Bang Bang |
| "Venerdì"                                                                                 | 2016 | —  | — | — | —  | —   | —  | —   |                                     | Kiss Kiss Bang Bang |
| "Roma-Bangkok" (re-release featuring Lali)                                                | 2017 | —  | — | — | —  | —   | —  | 100 |                                     |                     |
| "Voglio ballare con te" (featuring Andrés Dvicio)                                         | 2017 | 2  | — | — | —  | —   | 20 | —   | - FIMI: 5× Platino - IFPI SWI: Gold | Icona               |
| "Aspettavo solo te"                                                                       | 2017 | —  | — | — | —  | —   | —  | —   |                                     | Icona               |
| "Da zero a cento"                                                                         | 2018 | 2  | — | — | —  | —   | 38 | —   | - FIMI: 3× Platino                  | Icona               |
| "Come no"                                                                                 | 2018 | 83 | — | — | —  | —   | —  | —   |                                     | Icona               |
| "Playa"                                                                                   | 2019 | 9  | — | — | —  | —   | —  | —   | - FIMI: 2× Platino                  | Donna sulla Luna    |
| "Buenos Aires"                                                                            | 2020 | —  | — | — | —  | —   | —  | —   |                                     | Donna sulla Luna    |
| "Non mi basta più" (featuring Chiara Ferragni)                                            | 2020 | 3  | — | — | —  | —   | 88 | —   | - FIMI: 3× Platino                  | Donna sulla Luna    |
| "Pa Ti" (with Omar Montes)                                                                | 2021 | 69 | — | — | —  | —   | —  | —   | - FIMI: Oro                         | Donna sulla Luna    |
| "Mohicani" (with Boomdabash)                                                              | 2021 | 7  | — | — | —  | —   | —  | —   | - FIMI: 2× Platino                  | Donna sulla Luna    |
| "Non dire una parola" (with Alvaro Soler)                                                 | 2021 | –  | — | — | —  | —   | —  | —   |                                     | Donna sulla Luna    |
| "Bolero" (with Mika)                                                                      | 2022 | 47 | — | — | —  | —   | —  | —   | - FIMI: Platino                     | Donna sulla Luna    |
| "M'ama non m'ama"                                                                         | 2023 | —  | — | — | —  | —   | —  | —   |                                     |                     |
| "Follia Mediterranea"                                                                     | 2025 | —  | — | — | —  | —   | —  | —   |                                     |                     |
| "—" denota una canción que no ha entrado en lista o no ha sido lanzada en ese territorio. |      |    |   |   |    |     |    |     |                                     |                     |

## Giras musicales
Como artista principal
- Killer Party Tour (2013)
- Una Seria Tour (2013)
- Icona Tour (2019)

Apertura
- Azealia Banks - Broke With Expensive Taste Tour (2014)
- Nicki Minaj – Pink Friday Tour (2012)

Como artista invitada
- Lali – Soy Tour (2017)[14]